# Ove Verner Hansen
Ove Verner Hansen (født 20. juli 1932, død 20. februar 2016) var en dansk operasanger, skuespiller og kogebogsforfatter.

## Liv og karriere
Ove Verner Hansen blev født i Helsingør på Kongensgade 7 ST. Han var søn af maskinsnedker Evald Verner Hansen og hans hustru Anna Tora, f. Nielsen. Forældrene var kort forinden blevet viet den 14. maj 1932. Hansen blev selv boende i Helsingør indtil sin død. Han var kontoruddannet og arbejdede som sømand, minearbejder, Falck-redder og skovhugger. På grund af sin markante stemme begyndte han dog også at uddanne sig som sanger hos Christian Riis og Stefán Íslandi, og senere på Det Kongelige Teaters Operaskole. I 1958 blev han optaget i Det Kongelige Teaters operakor, og han debuterede der som solist i 1964. Han var i adskillige år teatrets buffobas (dvs. "komiske bas"), bl.a. i Don Juan og En Skærsommernatsdrøm.
Hans komiske talent blev opdaget af filminstruktøren Erik Balling, og han medvirkede i en række af hans film. Han blev mest kendt for rollen som skurken Bøffen i Olsen-banden-filmene. Han var den eneste danske medvirkende, der ikke kun medvirkede i de danske Olsen-Banden-film, men som også deltog i nogle af de norske. Herudover deltog han i en række andre danske film.
Han var forfatter af en lang række kogebøger som Mandemad (1974) og Fiskekogebog (2001), og optrådte også som tv-kok.

## Udvalgt filmografi

### Film
| År   | Titel                                            | Rolle                         | Noter                        |
| ---- | ------------------------------------------------ | ----------------------------- | ---------------------------- |
| 1971 | Tandlæge på sengekanten                          | patient                       |                              |
| 1972 | Olsen-bandens store kup                          | købmand                       |                              |
| 1972 | Manden på Svanegården                            | tysk forretningsmand          |                              |
| 1973 | Olsen-banden går amok                            | gorilla                       |                              |
| 1973 | Mig og Mafiaen                                   | Møkker 'Klumpen' - håndlanger |                              |
| 1974 | Olsen-bandens sidste bedrifter                   | Bøffen                        |                              |
| 1975 | Olsen-banden på sporet                           | Bøffen                        |                              |
| 1976 | Olsen-banden ser rødt                            | Frits, lensbaronens chaufør   |                              |
| 1976 | Et isoleret tilfælde                             | Bøffen                        | reklamefilm                  |
| 1976 | Strømer                                          | Max Thorsen                   |                              |
| 1977 | Pas på ryggen, professor                         | hr. Andersen                  |                              |
| 1977 | Olsen-banden deruda'                             | Bøffen                        |                              |
| 1977 | Olsen-banden & Dynamitt-Harry på sporet          | Bøffen                        | udenlandsk Olsen-banden-film |
| 1978 | Olsen-banden går i krig                          | Bøffen                        |                              |
| 1978 | Olsen-banden + Data Harry sprenger verdensbanken | Bøffen                        | udenlandsk Olsen-banden-film |
| 1979 | Krigernes børn                                   | Bonde                         |                              |
| 1979 | Olsen-banden overgiver sig aldrig                | Bøffen                        |                              |
| 1980 | Undskyld vi er her                               | lagerchef                     |                              |
| 1981 | Jeppe på bjerget                                 | baron                         |                              |
| 1981 | Olsen-bandens flugt over plankeværket            | Bøffen, vagtmand              |                              |
| 1981 | Olsen-banden over alle bjerge                    | Bøffen                        |                              |
| 1981 | Olsen-banden gir seg aldri!                      | Bøffen                        | udenlandsk Olsen-banden-film |
| 1982 | Olsenbandens aller siste kupp                    | Bøffen                        | udenlandsk Olsen-banden-film |
| 1984 | Men Olsen-banden var ikke død                    | Bøffen                        | udenlandsk Olsen-banden-film |
| 1985 | Smuglerkongen                                    | dansk smugler                 |                              |
| 1998 | Olsen-bandens sidste stik                        | Bøffen                        |                              |

### Serier
| År      | Titel                   | Rolle                               | Noter                                 |
| ------- | ----------------------- | ----------------------------------- | ------------------------------------- |
| 1970-77 | Huset på Christianshavn | sælger tulipaner                    | afsnit 19, 35, 42, 43, 53, 59, 66, 80 |
| 1972    | Livsens Ondskab         | Kæmner Lassen                       |                                       |
| 1977-80 | En by i Provinsen       | bagermester Nilsson                 | afsnit 15                             |
| 1984    | Anthonsen               | hr. Lorentzen, ægtemand der skygges | afsnit 1 & 2                          |